# اسنوا
اسنوا یک شرکت ایرانی تولیدکنندهٔ لوازم خانگی است. اسنوا در سال ۱۳۸۴ آغاز به کار کرده است و اولین محصولات آن اجاق گاز و کولر آبی بوده است و اکنون دامنه محصولات تولیدی آن به ماشین لباسشویی، تلویزیون و یخچال فریزر گسترش یافته است و در حیطه نرم‌افزار توانسته سیستم عامل جدید خود را نیز معرفی کند.
اسنوا یک برند ایرانی است که محصولات آن در کارخانجات انتخاب الکترونیک تولید می‌شود. انتخاب الکترونیک برندهای دیگری نیز دارد و هر برند با خط مشی و انتظارات مخاطبان خودش، طراحی، تولید و پشتیبانی می‌شود.

## اسنوا
نام اسنوا در واقع سرواژهٔ عبارت «ارکان ساختار نوین ایرانیان» است.

### نشان تجاری
در ۱۳۹۳، گروه انتخاب تصمیم می‌گیرد تا اسنوا را بازآفرینی کرده و در روند، نشان تجاری آن نیز تغییر می‌کند. علامت تجاری و رنگ سازمانی اسنوا پیش از این قرمز بود اما از سال ۱۳۹۳ تاکنون آبی و سبز است و فرم آن، تداعی کننده تعادل در حرکت است. همچنین شعار آن «روی ما حساب کنید» اعلام می‌شود. دو شخصیت تخیلی به همین رنگ‌های آبی و سبز این لوگو را همراهی می‌کنند. در روند بازآفرینی برند اسنوا، حسن نمکدوست تهرانی و یونس شکرخواه و عبدالله گیویان همکاری کردند.

### برند اسنوا
برند اسنوا در سال ۱۳۹۲ در دهمین جشنواره ملی قهرمانان صنعت ایران به عنوان یکی از ۱۰۰ برند برتر ایران شناخته شد.

### اسنواتک
اسنوا مرکز فناوری و کارخانه نوآوری خود را در فروردین ۱۴۰۰ در دانشگاه اصفهان با نام snowa tec را راه اندازی کرد. علیرضا حاتمی مدیر روابط عمومی اسنوا گفته است که این مرکز جدید اسنوا را قادر می‌سازد تا در روابط با نخبگان و پژوهشگران، سرمایه‌گذاری‌های جدیدی را شکل داده و سرمایه‌گذاری‌های موجود را در مسیر جدید قرار دهد.

## گواهینامه‌ها
- گواهینامه سیستم مدیریت یکپارچه IMS شامل گواهی نامه‌های بین‌المللی: (ISO 9001:2008 ،ISO 14001:2004 ،OHSAS 18001:2007)[۱۳]
- گواهینامه CE Marking در سال ۲۰۱۱ به منظور صادرات اجاق گاز به اروپا.[۱۳]
- گواهینامه B.V برای صادرات اجاق گاز به عراق و دیگر کشورهای منطقه.[۱۳]

## جوایز و افتخارات
- پرافتخارترین برند محبوب ایرانی از نظر مصرف‌کنندگان در سال ۱۴۰۱[۱۴][۱۵][۱۶][۱۷]
- دریافت جایزه Reddot ۲۰۲۱ برای ماشین ظرف‌شویی الگانت[۱۸]
- دریافت جایزه IF AWARD 2022 برای کنترل تلویزیون‌های هوشمند اسنوا[۱۹]
- دریافت جایزه IF AWARD 2022 برای دستگاه تصفیه هوای خانگی اسنوا[۲۰]
- دریافت جایزه IF AWARD 2022 برای استند فلزی تلویزیون‌های اسنوا[۲۱]
- دریافت جایزه IF AWARD 2022 برای ماشین لباسشویی‌های سری U اسنوا[۲۲]
- جزو 100 برند برتر ایران، در دهمین جشنواره ملی قهرمانان صنعت ایران در سال ۱۳۹۲
- جزو شرکت‌های برگزارکننده جشنواره‌های خرید برای مشتریان و مصرف‌کننده کالاهای خود در زمینه تمامی کالاهای تولید از جمله یخچال و فریزر و تلویزیون و لباسشویی
- دریافت نشان و تندیس جشنواره برندهای برتر محبوب مصرف‌کنندگان[۲۳] در دو گروه یخچال فریزر و تلویزیون در سال ۱۳۹۲